# Санта-Рита ді Кассія
Футбольний клуб Санта-Рита ді Кассія або просто Санта-Рита ді Кассія (порт. Santa Rita de Cássia Futebol Clube) — професіональний ангольський футбольний клуб з міста Уїже, в однойменній провінції.

## Історія клубу
Футбольний клуб Санта-Рита ді Кассія було засновано 29 серпня 2015 року в місті Уїже, в однойменній провінції. Команда отримала свою назву на честь італійської святої Рити Касійською, святилище на честь якої було побудовано в місті Уїже, навколо якого відбувається щорічне паломництво. У 2016 році команда стає переможцем Чемпіонату провінції Уїже з футболу. Завдяки цьому успіху клуб отримав право виступати в другому дивізіоні чемпіонату Анголи, Гіра Анголі. Команда потрапила до Серії А турніру. Дебют нещодавно створеної команди виявився тріумфальним, серед 5-ти команд-учасниць «Санта-Рита» стала переможцем та здобула путівку до вищого дивізіону національного чемпіонату.

## Досягнення
- Гіра Ангола (Серія А)
  -  Чемпіон (1): 2016/17

- Чемпіонат провінції Уїже з футболу
  -  Чемпіон (1): 2016

## Відомі гравці
- Роблен Сунгу Кінату
- Яннік Біссіо

## Відомі тренери
| Паулу Сарайва | (2016) | - |  |